# Shāhsavan
Shāhsavan (persiska: شاهسون) är en ort i Iran.   Den ligger i provinsen Kermanshah, i den nordvästra delen av landet, 400 km väster om huvudstaden Teheran. Shāhsavan ligger 1 308 meter över havet och antalet invånare är 252.
Terrängen runt Shāhsavan är varierad.Runt Shāhsavan är det ganska tätbefolkat, med 60 invånare per kvadratkilometer. Närmaste större samhälle är Şaḩneh, 4,4 km öster om Shāhsavan. Trakten runt Shāhsavan består till största delen av jordbruksmark.